# Streitkräfte Gabuns
Die Streitkräfte Gabuns (Forces armées gabonaises) sind die Streitkräfte des zentralafrikanischen Staates Gabun. Sie entstanden nach der Unabhängigkeit des Landes von Frankreich im Jahre 1960. Die Streitkräfte verfügen über 4700 Mann.

## Geschichte
Angehörige des Militärs versuchten immer wieder gegen die Familienherrschaft des ersten Präsidenten Gabuns Léon M’ba zu putschen. 1964 putschte ein Teil des Militärs gegen den langzeit Präsidenten Léon M’ba. Anfang 2019 gab es einen neuerlichen Putschversuch junger Offiziere gegen den abwesenden Präsidenten, den Sohn Léon M’ba. Der Putsch scheiterte nach wenigen Stunden am selben Tag.
Von 2012 bis 2013 nahmen Soldaten der Gabunischen Armee an einem Einsatz in der Zentralafrikanischen Republik teil.

## Aufbau

### Bodentruppen
Die Armee des Landes hat alleine 3200 Mann für den Schutz des Präsidenten abgestellt. Die Armee gliedert sich in:
- Bataillon der Republikanischen Garde
  - 1 Gepanzerte Aufklärungsschwadron (leicht)
  - 3 Infanteriekompanien
  - 1 Artillerie-Batterie
  - 1 Luftabwehr-Batterie

- Luftlanderegiment
  - 1 Stabskompanie
  - 3 Luftlandekompanien
  - 1 Aufklärungs- und Unterstützungskompanie

- Gepanzerte Aufklärungsabteilung (leicht)
  - 1 Stabs- und Logistikkompanie
  - 2 Gepanzerte Schwadrone

- Unterstützungsregiment
  - 1 Artillerie-Batterie
  - 1 Mörser-Batterie
  - 1 Multiple-Launch-Rocket-System-Batterie
  - 1 Pionier-Kompanie
  - Logistikeinheiten

Darüber hinaus existieren im ganzen Land 8 Wehrbezirke, die je über ein motorisiertes Infanterie-Bataillon verfügen.

#### Ausrüstung
Die Streitkräfte Gabuns verfügten im Jahr 2020 über folgende Ausrüstung:

##### Fahrzeuge
| Typ                        | Herkunft            | Funktion               | Version       | Anzahl | Anmerkung                      |
| -------------------------- | ------------------- | ---------------------- | ------------- | ------ | ------------------------------ |
| Panhard AML                | Frankreich          | Spähpanzer             | AML-60 AML-90 | 24     |                                |
| EE-3 Jararaca              | Brasilien           | Spähpanzer             |               | 12     |                                |
| EE-9 Cascavel              | Brasilien           | Spähpanzer             |               | 14     |                                |
| ERC-90 Sagaie              | Frankreich          | Spähpanzer             | F4            | 6      |                                |
| RAM V-2                    | Israel              | Spähpanzer             |               | 7      |                                |
| Véhicule Blindé Léger      | Frankreich          | Spähpanzer             |               | 14     |                                |
| EE-11 Urutu                | Brasilien           | Schützenpanzer         |               | 12     |                                |
| Typ-8                      | Volksrepublik China | Schützenpanzer         |               | 5      | vermutlich nicht einsatzbereit |
| M706                       | Vereinigte Staaten  | Mannschaftstransporter | LAV-150       | 9      |                                |
| Bastion Patsas             | Frankreich          | Mannschaftstransporter | APC           | 5      |                                |
| WZ-523                     | Volksrepublik China | Mannschaftstransporter |               | 3      |                                |
| Véhicule de l’avant blindé | Frankreich          | Mannschaftstransporter |               | 5      |                                |
| Berliet VXB-170            | Frankreich          | Mannschaftstransporter |               | 12     |                                |
| Pandur                     | Österreich          | Mannschaftstransporter |               | 1      |                                |
| Aravis                     | Frankreich          | MRAP                   |               | 8      |                                |
| Ashok Leyland MPV          | Indien              | MRAP                   |               | 34     |                                |
| Matador                    | Südafrika           | MRAP                   |               | 24     |                                |

##### Panzerabwehrwaffen
| Typ    | Herkunft               | Funktion                |
| ------ | ---------------------- | ----------------------- |
| MILAN  | Deutschland Frankreich | Panzerabwehrlenkwaffe   |
| M40 A1 | Vereinigte Staaten     | Rückstoßfreies Geschütz |

##### Artillerie
| Typ            | Herkunft            | Kaliber | Funktion      | Anzahl |
| -------------- | ------------------- | ------- | ------------- | ------ |
| M101           | Vereinigte Staaten  | 105 mm  | Haubitze      | 4      |
| Typ 63         | Volksrepublik China | 107 mm  | Raketenwerfer | 16     |
| Teruel         | Spanien             | 140 mm  | Raketenwerfer | 8      |
| Thomson-Brandt | Frankreich          | 120 mm  | Mörser        | 4      |
|                |                     | 81 mm   | Mörser        | 35     |

##### Flugabwehrwaffen
| Typ     | Herkunft    | Funktion         | Anzahl |
| ------- | ----------- | ---------------- | ------ |
| ERC-20  | Frankreich  | Flugabwehrpanzer | 4      |
| ZPU-4   | Sowjetunion | Maschinengewehr  |        |
| ZU-23-2 | Sowjetunion | Flugabwehrkanone | 24     |
| M1939   | Sowjetunion | Flugabwehrkanone | 10     |
| L/70    | Schweden    | Flugabwehrsystem | 3      |

### Luftwaffe
Die Luftwaffe (Air Force) des Landes verfügt über drei Staffeln:
- Kampfstaffel
- Transportstaffel
- Verbindungsstaffel

Es existieren Stützpunkte in Libreville, Franceville und Tchibanga. Die Luftwaffe verfügt über folgende Luftfahrzeuge (Stand Ende 2020):
- Kampfflugzeuge: 6× Dassault Mirage F1
- Transport: 1× Lockheed C-130H Hercules; 1× CASA CN-235
- Hubschrauber: 2× Airbus Helicopters H120; 2× H135; 1× H215M; 2× Aérospatiale SA-319; 5× SA330; 3× SA342

### Marine

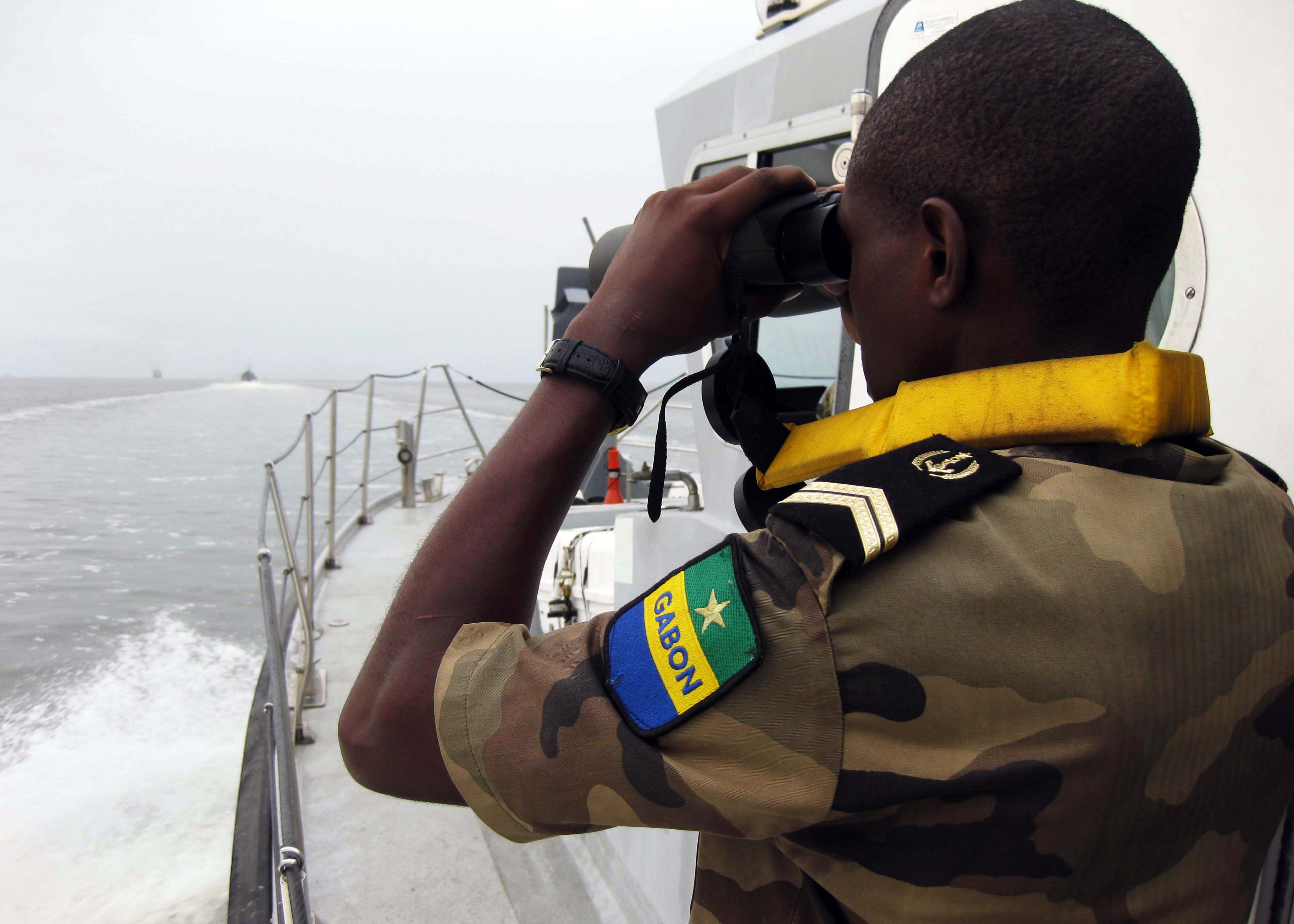
Gabunischer Marine-Soldat bei einer Ausbildungsmission der US-Navy

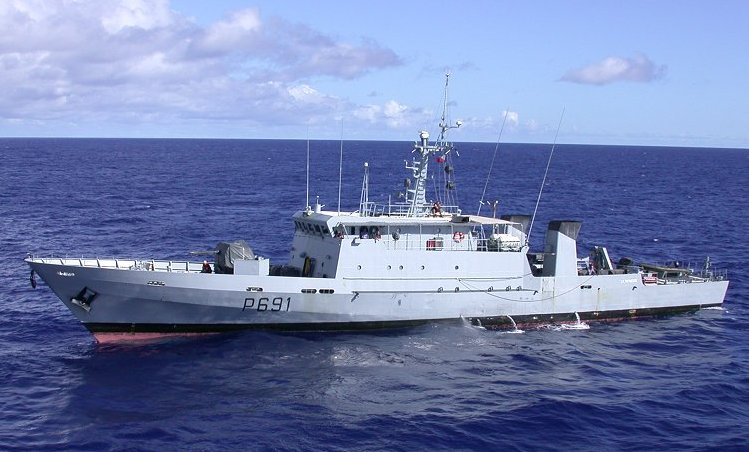
Ein französisches Patrouillenboot vom Typ P400, wie es bei der Marine Gabuns im Einsatz ist

Die Marine nutzt für Patrouillen an der Atlantikküste derzeit drei französische Patrouillenboote vom Typ P400. Weitere Schiffe vom Typ Kership und der BATRAL-Klasse sollen noch angeschafft werden.